# Municipal Real Mamoré
Municipal Real Mamoré is een Boliviaanse voetbalclub uit Cochabamba. De club werd opgericht in 2006. De thuiswedstrijden worden in het Estadio Gran Mamoré gespeeld, dat plaats biedt aan 12.000 toeschouwers. De clubkleuren zijn blauw-rood.

## Erelijst
- Copa Simón Bolívar

2006

## Bekende (oud-)spelers
- Óscar Alberto Díaz